# Argyreia pierreana
Argyreia pierreana är en vindeväxtart som beskrevs av Désiré Georges Jean Marie Bois. Argyreia pierreana ingår i släktet Argyreia och familjen vindeväxter. Inga underarter finns listade i Catalogue of Life.